# Yorkshire pudding

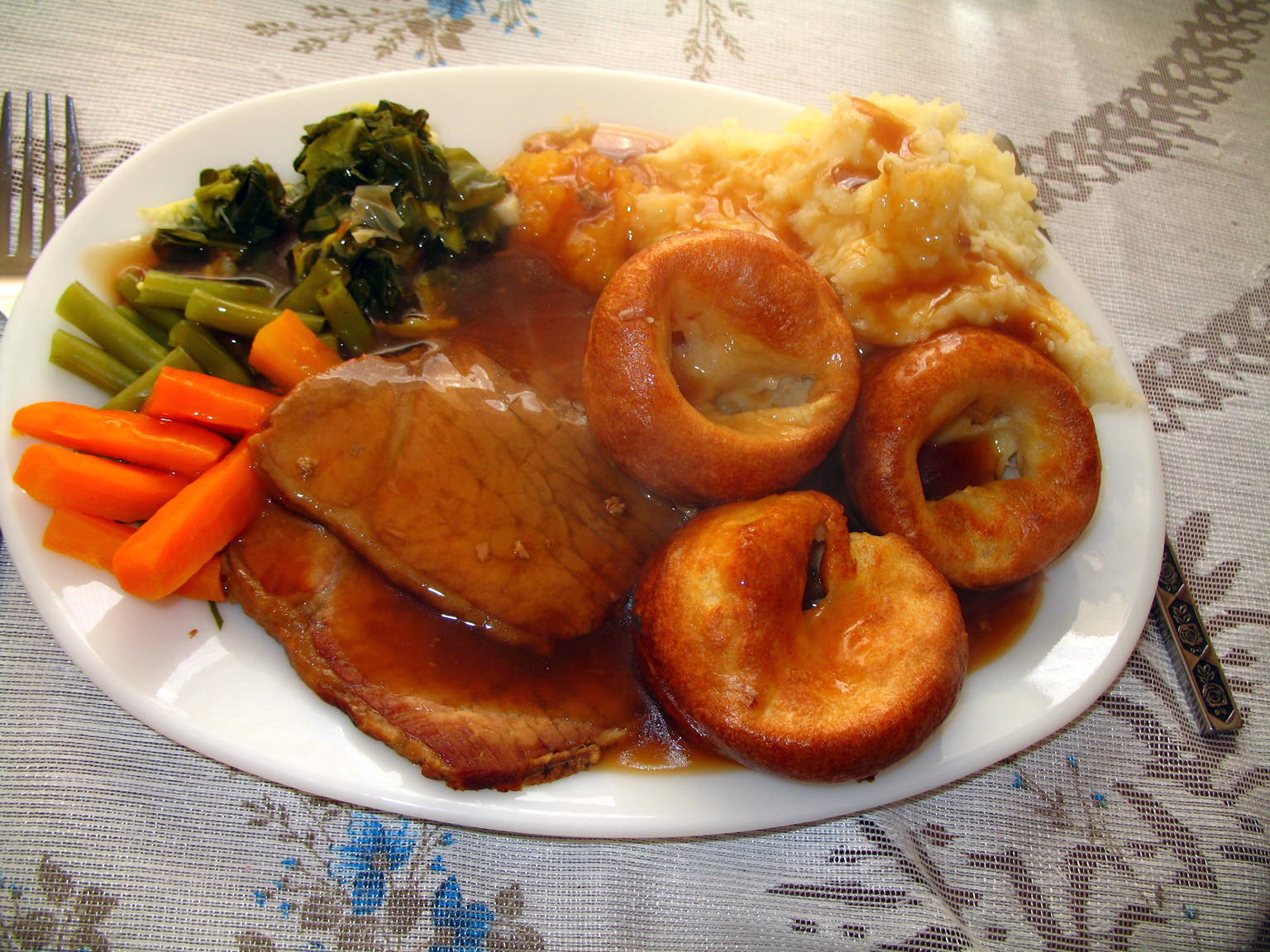
Típico prato de "assado-do-domingo", com rosbife, puré de batata, vegetais cozidos e Yorkshire puddings.

Yorkshire pudding é uma espécie de pão, normalmente em formato pequeno, feito tradicionalmente na Grã-Bretanha para acompanhar o “assado-de-domingo”. É feito com uma massa de farinha, ovos e leite, assada em formas de metal, como as usadas para fazer queques, meio cheias com uma gordura. 

## História
Na versão “original”, o pão de Yorkshire era feito numa lata que previamente ficava a aparar o molho que caía duma peça de carne que se encontrava a assar num espeto, por cima dum lume de brasas; quando o assado terminava, a lata recebia a massa que já estava preparada e, coberta, cozia nesse forno improvisado. O “pudding” era então servido em pedaços antes do assado, acompanhado com “gravy” e, para as crianças, essa era a refeição do domingo, se a carne não fosse suficiente para todos. Se sobrasse, o pudim podia ser servido como sobremesa, acompanhado com geleia ou salpicado com frutas secas, como se fosse uma panqueca que, afinal, é feita com uma massa semelhante. 
Não se sabe exatamente a origem desta iguaria, que é consumida em toda a Grã-Bretanha há séculos, mas sabe-se que, dada a forma como era preparada, era chamada “pudim-de-pingos”. O nome “Yorkshire Pudding” foi pela primeira vez escrito num livro de cozinha da autoria de Hannah Glasse, chamado "The Art of Cookery Made Plain and Simple" e publicado em 1747.

## Variante: o “assado dos pobres”
Outro prato típico da Grã-Bretanha é o “Toad in the Hole”, ou “sapo na toca”, que consiste num Yorkshire pudding recheado com salsicha e servido com vegetais ou batatas assadas e “gravy”. 

## O Yorkshire Pudding do século XXI
O Yorkshire pudding continua a ser tão popular como sempre e, apesar de preferencialmente ser parte do “Sunday roast”, que a tradição aconselha que seja feito com carne de vaca, não só se usam outras carnes, como a própria refeição pode ser consumida em qualquer dia da semana. Para além disso, os pãezinhos, agora feitos em tamanhos pequenos, são por vezes servidos nos pubs como um “snack”, acompanhado de “gravy”; existem mesmo misturas prontas para serem cozinhadas e até pudinzinhos congelados (“popovers”), que apenas necessitam de serem aquecidos. Por essa razão, o Yorkshire pudding é celebrado no primeiro domingo de Fevereiro de cada ano como “British Yorkshire Pudding Day”; em 2011, houve mesmo um fabricante de pudinzinhos que lançou o “Yorkshire Pudding Week”, mas isso não passa dum estratagema comercial. 
Em termos de tamanho, o Yorkshire pudding continua a ser feito como antigamente, numa forma grande, mas são mais apetecidos os tamanhos individuais, havendo formas especiais com quatro cavidades, mais pequenas que as utilizadas para queques, sendo mesmo utilizadas as formas para queques, com 12 cavidades, que dão os chamados “popovers”, e de 24 cavidades, para mini-queques, com as  quais se fazem os “mini Yorkshires”. Em qualquer caso, as formas são primeiro aquecidas, depois têm os fundos cobertos com uma camada de molho de carne ou óleo vegetal e colocadas novamente no forno para, só depois de bem quentes, levarem a massa apenas até metade ou dois terços da cavidade e serem metidas imediatamente no forno quente, para assar os pãezinhos.  Em termos de ingredientes, são comuns os Yorkshires em que se mistura à massa sálvia ou tomilho, ou ainda pedacinhos de bacon. 

Uma das características dos Yorkshire puddings é que não formam pãezinhos arredondados, mas uma espécie de formas de massa de bolo cozido.  Com este formato, é possível recheá-los depois de feitos e oferecê-los como aperitivos, em qualquer ocasião, ou utilizá-los numa festa informal para celebrar o dia dos Yorkshire puddings. Algumas sugestões para recheios: 
- Rosbife com raiz-forte
- Bacon enrolado em picles, pedaços de ananás, alcaparras, ou outro ingrediente adequado
- Cogumelos salteados (ou “duxelles”)
- Salsicha cocktail
- Cebola vermelha caramelizada
- Stilton (queijo azul inglês) com cebola frita
- Espinafre salteado com pancetta
- Galinha em creme
- Tomate e manjericão

Devem ainda considerar-se os recheios doces, desde um simples geléia, creme de chantilly, fruta em compota ou rodelas de banana com molho de chocolate, ou outros.